# Gouania canescens
Gouania canescens là một loài thực vật có hoa trong họ Táo. Loài này được Rich. ex Poir. mô tả khoa học đầu tiên năm 1812.